# Auditorium d'Ottawa
 (juillet 2024).
Si vous disposez d'ouvrages ou d'articles de référence ou si vous connaissez des sites web de qualité traitant du thème abordé ici, merci de compléter l'article en donnant les références utiles à sa vérifiabilité et en les liant à la section « Notes et références ».
L'Auditorium d'Ottawa est un aréna de 7 500 places qui était situé à Ottawa, en Ontario, au Canada. Il était battit dans le centre-ville d'Ottawa, au croisement des rues O'Connor et Argyle. Construit principalement pour le hockey sur glace, il était également utilisé pour des manifestations sportives et des concerts.

## Histoire
L'Auditorium d'Ottawa est construit en 1923 par l'Ottawa Auditorium Limited, un consortium contrôlé par Thomas Franklin Ahearn et les propriétaires des Sénateurs, Edgar Dey et Thomas Gorman, pour remplacer The Arena et devenir la patinoire des Sénateurs d'Ottawa. Il pouvait accueillir jusqu'à 10 000 personnes (assises et debout). Le premier match de la Ligue nationale de hockey qui s'y déroule le 26 décembre 1923 entre Ottawa et les Canadiens de Montréal, devant 8 300 spectateurs, voit Howie Morenz marquer son premier but dans la LNH.
Après le déménagement des Sénateurs à Saint-Louis en 1934, l'arena accueille les Sénateurs d'Ottawa, équipe amateur qui évolue dans la Ligue de hockey senior du Québec puis les Canadiens de Hull-Ottawa de l'Eastern Professional Hockey League.
Le bâtiment est détruit en 1967.

## Évènements
- Championnats d'Amérique du Nord de patinage artistique 1931
- Championnats d'Amérique du Nord de patinage artistique 1947